# قصر بيانا (مدريد)
قصر فيانا هو مبنى نبيل يعود تاريخه إلى أواخر القرن الخامس عشر، ويقع عند تقاطع شارعي دوق ريفاس وكونثيبثيون خيرونيمة في مدريد. منذ عام 1939، يُستخدم كالإقامة الرسمية ومقر التمثيل لوزير الشؤون الخارجية في إسبانيا.
بُني القصر بأمر من بياتريس جاليندو المعروفة بلقب "لا لاتينا"، وهي سيدة في بلاط الملكة إيزابيلا الكاثوليكية، بعد وفاة زوجها فرانسيسكو راميريث دي مدريد، وذلك بين أواخر القرن الخامس عشر وبدايات القرن السادس عشر. كان القصر يقع بالقرب من دير "كونثيبثيون خيرونيمة" الذي أسسته بنفسها حوالي عام 1510، والذي أعطى لاحقًا اسمه للشارع المجاور الحالي. مع مرور الزمن وبعد تعرضه لتعديلات متعددة، أصبح هذا المنزل الكبير يعرف باسم قصر فيانا.
كان القصر مكونًا من طابق واحد في الأصل، ويتألف من مبنيين متدرجين يفصل بينهما فناءان داخليان، وكان واجهته على الطراز البلاطري (plateresco)، حيث تعلو بوابة المدخل درع يحمل أسلحة عائلتي راميريث وجاليندو. مقابل هذا القصر كان يقع الدير المذكور، وكانت المنطقة التي تشغلها اليوم شارع دوق ريفاس تعرف سابقًا باسم "ساحة الراهبات". كما كانت هناك في الزاوية التي تلتقي عندها شارعا دوق ريفاس وكونثيبثيون خيرونيمة، على يمين الواجهة، برج أصلي.
في كتابه "مدريد القديمة"، وصف رامون ميسونيرو رومانس هذا المبنى بأنه قصر-حصن من عصر النهضة الإسبانية.
كانت تعرف سابقًا باسم بيت-قصر راميريث، رغم أن العائلة أصبحت تُعرف لاحقًا باسم راميريث دي ساافيدرا. انتقل القصر إلى يد كونتيسة كاستيلار عن طريق الوراثة، وقد أضافت إلى المبنى بناءً جديدًا يمكن ملاحظته في خريطة مدريد التي أعدها بيدرو تيكسييرا عام 1656. في أواخر القرن الثامن عشر، شهد القصر تعديلات جديدة، مثل تجديد الواجهة وأضافت إليها عناصر ذات طابع نيوكلاسيكي.
وبسبب الوراثة، أصبح القصر ملكًا للشاعر أنخل دي ساافيدرا، دوق ريفاس، وجعله مقر إقامته حتى وفاته عام 1865. في عام 1843، كلف دوق ريفاس المهندس المعماري فرانسيسكو خافيير ماريا تيغي بإجراء إصلاحات على المبنى، وكانت هذه التعديلات هي الأبرز منذ بناء القصر، رغم تنفيذ جزء منها فقط. تضمنت هذه الإصلاحات، التي تعود لها الواجهة الحالية، إضافة طابق ثانٍ، مما جعل المبنى يرتفع إلى نفس ارتفاع البرج القديم الذي تم هدمه لاحقًا.
مع ذلك، تم الحفاظ على الواجهة مع الاحتفاظ بالعديد من العناصر التي تعود لفترة ما قبل القرن الثامن عشر. تزامنت هذه التعديلات مع هدم دير كونثيبثيون خيرونيمة المجاور، مما أتاح لدوق ريفاس شراء الأرض الزراعية المجاورة للدير، فوسع بذلك حديقة القصر وحولها إلى مساحة مزروعة بالأشجار على الطراز الرومانسي.
في عام 1880 ورث الابن الأكبر لأنخل دي ساافيدرا القصر، لكنه نقل الملكية لاحقًا إلى شقيقه الأصغر تيوبالدو دي ساافيدرا إي كويتو، أول ماركيز لفِيانَا. بعد ذلك، كان وريثه هو خوسيه دي ساافيدرا إي سالامانكا، الماركيز الثاني لفِيانَا.
في عام 1920، أُجريت تعديلات جديدة بأمر من هذا الأخير، تحت إشراف المهندس المعماري فالنتين روكا؛ شملت هذه التعديلات توسيع الأجزاء الخلفية من المبنى وإعادة تصميم الحديقة الداخلية مع المحافظة على الطراز الرومانسي. ويأتي اسم القصر الحالي "قصر فيانا" من اسم مالكيه، ماركيزي فيانا، الذين جعلوه مقرّ إقامتهم.
خلال عهد ألفونسو الثاني عشر وفترة وصاية ماريا كريستينا عن ابنها ألفونسو الثالث عشر، كان القصر مكانًا محبوبًا بين الأرستقراطية في مدريد، بسبب العلاقة الوثيقة بين الملك والماركيز الثاني لفِيانَا، الذي شغل منصب رئيس القصر الكبير و"الكاباليريزو مايور" (المسؤول عن الخيول والبذخ في البلاط).
وأخيرًا، في عام 1939، قام الماركيز الثالث لفِيانَا، فاوستو دي ساافيدرا إي كولادو، بتأجير المبنى إلى وزارة الشؤون الخارجية ليكون مقرها. في 25 أبريل 1955، وأثناء تولي ألبرتو مارتين أرتاخو منصب وزير الشؤون الخارجية، تم شراء القصر رسميًا من الماركيز بواسطة الدولة، فقام الأخير بنقل جميع الأثاث واللوحات والأغراض إلى قصر فيانا في مدينة قرطبة، الذي أصبح الآن مفتوحًا للجمهور.
وفي ستينيات القرن العشرين، تحت إشراف الوزير فرناندو ماريا كاستييلا، تم ترميم القصر وتزيينه من جديد كما يظهر حتى اليوم.